# Aaron Flahavan
Aaron Adam Flahavan (* 15. Dezember 1975 in Southampton; † 5. August 2001 in Bournemouth) war ein englischer Fußballtorhüter. Sein jüngerer Bruder Darryl (* 1978) war ebenfalls Torhüter im Profifußball.

## Karriere
Aaron Flahavan spielte während seiner Schulzeit für den FC Southampton und schloss sich 18-jährig dem Lokalrivalen FC Portsmouth an. Im Februar 1994 erhielt er bei Portsmouth einen Profivertrag und kam am 28. Januar 1995 in der Viertrundenpartie des FA Cups gegen Leicester City zu seinem Pflichtspieldebüt, als er 20 Minuten vor Spielende den des Feldes verwiesenen Alan Knight ersetzte. Nachdem er in der Saison 1995/96 ohne Pflichtspieleinsatz geblieben war, startete er in die Zweitligasaison 1996/97 als Stammtorhüter des Klubs. Zum Jahreswechsel 1996/1997 verlor er seinen Platz im Tor an den erfahrenen Knight, als ein deutlicher Formverlust erkennbar wurde. Auch in der nachfolgenden Saison befand sich Flahavan, der über gute Reflexe und eine herausragende Strafraumbeherrschung verfügte, mit Knight im Konkurrenzkampf und kam sowohl von Saisonbeginn bis Oktober und wieder ab Februar, als er seinen Platz im Tor mit vier Spielen in Folge ohne Gegentor festigte, zum Einsatz.
Zu Beginn der Saison 1998/99 war er weiterhin Stammtorhüter, erneut sorgten aber Leistungsschwankungen dafür, dass er im Oktober durch Knight verdrängt und später auch der ausgeliehene Andy Petterson ihm vorgezogen wurde. Bei seiner Rückkehr ins Tor im Februar 1999 brach er sich gegen Swindon Town bei einem Zusammenprall mit Iffy Onuora mehrere Rippen und den Kiefer und fiel bis Saisonende aus. Flahavan litt vermutlich an Narkolepsie, so brach er am 12. September 1998 bei einem 5:2-Erfolg gegen Swindon ohne Fremdeinwirkung während der Partie plötzlich zusammen, beendete die Partie aber, etwa ein Jahr später ereignete sich in einer Ligapokalpaarung gegen die Blackburn Rovers erneut ein solcher Vorfall. Auch bedingt durch seinen Kollaps gegen Blackburn kam er zu Beginn der Saison 1999/2000 kaum zum Einsatz, mit einem Trainerwechsel von Alan Ball zu Tony Pulis um den Jahreswechsel wurde mit Russell Hoult auch ein neuer Torwart verpflichtet, der für die restliche Saison den Vorzug erhielt. Erst nachdem Hoult im Januar 2001 an West Bromwich Albion verkauft worden war, kehrte Flahavan ins Tor von Portsmouth zurück und gehörte bis zum Saisonende zur Stammmannschaft, die wie bereits in den Vorjahren knapp den Klassenerhalt in der First Division sicherte.
In den frühen Morgenstunden des 5. August 2001 verunglückte Flahavan tödlich, als er in der Nähe von Bournemouth unter starkem Alkoholeinfluss (2,2 Promille) bei hoher Geschwindigkeit die Kontrolle über seinen Wagen verlor. Insgesamt hatte er 106 Pflichtspiele für Portsmouth bestritten, sowohl der FC Portsmouth als auch der FC Southampton vergaben ihm zu Ehren das Trikot mit der Rückennummer 1 für die Spielzeit 2001/02 nicht.